# Philippe Collot
Philippe Collot est un chirurgien français, né en 1593 et mort en 1656 à Luçon.

## Biographie
Philippe Collot appartient à une famille de chirurgiens spécialisés dans l'opération de la maladie de la pierre ou lithotomistes. Son aïeul, Laurent Collot, ont été de très habiles opérateurs pour les maladies de la pierre, mais il les a surpassés. Ses fils et petit-fils ont continué à pratiquer cette opération.
L'opération de la maladie de la pierre est connue depuis les temps les plus anciens. Hippocrate a écrit qu'il l'avait trouvé dangereuse et qu'il s'interdisait de la faire. Il en limitait la pratique qu'à ceux qui en faisaient profession.
Jean des Romains, natif de Crémone a inventé en 1525 l'opération en grand appareil. Il a communiqué cette méthode secrète à Marianus-Sanctus des Barlettes qui lui-même l'a enseigné à Octavius de Ville, chirurgien à Rome. Ce dernier voyageant à l'étranger pour pratiquer l'opération a connu au cours d'un de ses voyages Laurent Collot qui exerçait la médecine à Traînel (aussi écrit Tresnel ou Traisnel) en Champagne. Ce dernier a fait un grand nombre d'opérations qui l'ont rendu célèbre. Cette célébrité a fait oublier qu'il n'était pas l'inventeur de cette méthode d'opération. En 1556, le roi Henri II lui a commandé de s'établir à Paris. Il lui a fait un don considérable, l'a fait chirurgien ordinaire du roi et a créé pour lui une charge d'opérateur pour la pierre qui a été possédée par ses descendants. Depuis la mort d'Octavius de Ville, il était le seul à connaître la méthode de l'opération en grand appareil. Ambroise Paré, premier chirurgien du roi, qui l'a connu et admiré, a décrit sa méthode d'extraction de la pierre dans ses ouvrages. Il a été maintenu dans ses fonctions par François II et Charles IX. Il apparaît dans les comptes de la maison de Charles IX, en 1572, ainsi que son fils Laurent Collot II. Ambroise Paré cite aussi son frère, Jean.
Laurent Collot est mort novembre 1585.
Jean et Laurent Collot II, ont suivi les traces de leur père. Ambroise Paré cite une opération faite par eux en 1566 sur Pierre Cocquin en tirant une pierre d'une grosseur d'une noix et a survécu à l'opération. En 1570, la duchesse de Ferrare a demandé à Jean Collot de venir à Montargis pour opérer un pâtissier. En 1566, Laurent Collot, frère de Jean, a opéré un homme nommé Tirevit à Paris et lui a retiré trois pierres de la grosseur d'un œuf de poule.
Philippe Collot, fils de Laurent Collot II, a hérité des méthodes de ses pères et l'a amélioré en diminuant tout ce qu'elle avait de rude et de difficile, ce qui a permis que peu de personnes opérées sont mortes pendant l'opération ou à la suite. Le grand nombre de personnes qu'il avait à opérer à Paris et son obligation à suivre la cour du roi Henri IV. 
Ayant une clientèle très important, il a formé deux élèves, Restitut Girault qui s'est marié à la fille aînée de Philippe Collot, et Séverin Pinau qui a épousé Geneviève Collot, sa cousine et fille de Philippe Collot. Restitut Girault s'est engagé à former le fils de Philippe Collot, Philippe Collot II, alors très jeune. Séverin Pinau qui n'avait pas d'enfants a été engagé par Henri IV, sur la recommandation d'André du Laurens, son premier médecin, à former dix jeunes chirurgiens en lui donnant une récompense convenable de 6 000 écus. Mais il semble que Séverin Pinau soit mort avant d'avoir pu amener à son terme ce projet ce qui eut pour conséquence que seuls Restitut Girault, Jacques Girault, son fils, et Philippe Collot II sont restés les seuls à conserver la méthode de l'opération de la pierre et ont travaillé en association. Ses obligations ne lui a pas permis de venir opérer le cardinal Chigi qui se trouvait alors nonce à Cologne et lui a envoyé Restitut Girault.
Les Collot ont obtenu de pratiquer l'opération de la taille à l'hôpital de la Charité. C'est probablement là que les chirurgiens ont surpris le secret pendant une opération que faisait Jérôme Collot (†1684) et se sont aperçus que le grand appareil était connu de tous mais légèrement modifié,. 
François Collot (mort le 25 juin 1706) est le fils de Jérôme Collot et a été formé à l'opération de la pierre par le grand appareil par son père et Jacques Girault. D'après Charles Perrault, il a mis une modification de l'opération de la taille en opérant en deux temps, en faisant l'incision un premier jour et en tirant la pierre huit jours plus tard. Le secret de l'opération de la pierre est déjà divulgué quand a été publié en 1727 le Traité de l'opération de la taille qu'il avait écrit.
À la suite de la mort de Jérôme Collot, son fils a perdu la charge de l'opérateur du roi pour l'extraction de la pierre qui a été reprise par François Tolet.

## Tableau généalogique
Le docteur Édouard Turner a proposé un tableau généalogique de la famille Collot qui diffère de celui présenté par Achille Chéreau qui présente des invraisemblances par rapport aux informations données par Ambroise Paré et Charles Perrault. Il n'a pas pu donner plus d'informations sur la deuxième branche de la famille Collot. Il suppose que Charles et Jacques Collot sont probablement les enfants de X... Collot. Jacques Collot serait le père de Pierre Collot né en 1635 et François né en 1637 et d'un Philippe mort en bas âge chez son père, rue Quincampoix, en 1648. Il reste encore trois Collot :
- Jérôme Collot, un cousin qui vient de Bordeaux « brusquer fortune » à Paris, mort en 1684,
- Armand-Joseph Collot, docteur-régent, mort en 1726,
- un « Collot lithotomiste » à Aix en 1726.

|  |  |  |  |  |  |  |  |  |  |                                                   |                                                   |                                                   |                                                   |                                                   |                                                   |                                                                         |                                                                         |                                                                         |                                                                         |                                                                         |                                                                         | | | Laurent Collot I Médecin à Traînel Il vient à Paris en 1556                                                                    | | | |                                          |                                          |                                          |                                          |                                          |                                          |                              |                              |                                                                  |                                                                  |                                                                  |                                                                  |                                                                  |                                                                  |  |  |  |  |  |  |  |  |  |  |  |  |  |  |  |  |  |  |
|  |  |  |  |  |  |  |  |  |  |                                                   |                                                   |                                                   |                                                   |                                                   |                                                   |                                                                         |                                                                         |                                                                         |                                                                         |                                                                         |                                                                         | | | | | | |                                          |                                          |                                          |                                          |                                          |                                          |                              |                              |                                                                  |                                                                  |                                                                  |                                                                  |                                                                  |                                                                  |  |  |  |  |  |  |  |  |  |  |  |  |  |  |  |  |  |  |
|  |  |  |  |  |  |  |  |  |  |                                                   |                                                   |                                                   |                                                   |                                                   |                                                   |                                                                         |                                                                         |                                                                         |                                                                         |                                                                         |                                                                         | | | | | | |                                          |                                          |                                          |                                          |                                          |                                          |                              |                              |                                                                  |                                                                  |                                                                  |                                                                  |                                                                  |                                                                  |  |  |  |  |  |  |  |  |  |  |  |  |  |  |  |  |  |  |
|  |  |  |  |  |  |  |  |  |  |                                                   |                                                   |                                                   |                                                   |                                                   |                                                   | Laurent Collot II Il opère en 1566 d'après Ambroise Paré (mort en 1585) | Laurent Collot II Il opère en 1566 d'après Ambroise Paré (mort en 1585) | Laurent Collot II Il opère en 1566 d'après Ambroise Paré (mort en 1585) | Laurent Collot II Il opère en 1566 d'après Ambroise Paré (mort en 1585) | Laurent Collot II Il opère en 1566 d'après Ambroise Paré (mort en 1585) | Laurent Collot II Il opère en 1566 d'après Ambroise Paré (mort en 1585) | | | | | | |                                          |                                          |                                          |                                          | Jean Collot Il opère en 1570             | Jean Collot Il opère en 1570             | Jean Collot Il opère en 1570 | Jean Collot Il opère en 1570 | Jean Collot Il opère en 1570                                     | Jean Collot Il opère en 1570                                     |                                                                  |                                                                  |                                                                  |                                                                  |  |  |  |  |  |  |  |  |  |  |  |  |  |  |  |  |  |  |
|  |  |  |  |  |  |  |  |  |  |                                                   |                                                   |                                                   |                                                   |                                                   |                                                   | Laurent Collot II Il opère en 1566 d'après Ambroise Paré (mort en 1585) | Laurent Collot II Il opère en 1566 d'après Ambroise Paré (mort en 1585) | Laurent Collot II Il opère en 1566 d'après Ambroise Paré (mort en 1585) | Laurent Collot II Il opère en 1566 d'après Ambroise Paré (mort en 1585) | Laurent Collot II Il opère en 1566 d'après Ambroise Paré (mort en 1585) | Laurent Collot II Il opère en 1566 d'après Ambroise Paré (mort en 1585) | | | | | | |                                          |                                          |                                          |                                          | Jean Collot Il opère en 1570             | Jean Collot Il opère en 1570             | Jean Collot Il opère en 1570 | Jean Collot Il opère en 1570 | Jean Collot Il opère en 1570                                     | Jean Collot Il opère en 1570                                     |                                                                  |                                                                  |                                                                  |                                                                  |  |  |  |  |  |  |  |  |  |  |  |  |  |  |  |  |  |  |
|  |  |  |  |  |  |  |  |  |  |                                                   |                                                   |                                                   |                                                   |                                                   |                                                   |                                                                         |                                                                         |                                                                         |                                                                         |                                                                         |                                                                         | | | | | | |                                          |                                          |                                          |                                          |                                          |                                          |                              |                              |                                                                  |                                                                  |                                                                  |                                                                  |                                                                  |                                                                  |  |  |  |  |  |  |  |  |  |  |  |  |  |  |  |  |  |  |
|  |  |  |  |  |  |  |  |  |  |                                                   |                                                   |                                                   |                                                   |                                                   |                                                   | Philippe Collot I (1566-1608)                                           | Philippe Collot I (1566-1608)                                           | Philippe Collot I (1566-1608)                                           | Philippe Collot I (1566-1608)                                           | Philippe Collot I (1566-1608)                                           | Philippe Collot I (1566-1608)                                           | | | | | | | Geneviève Collot mariée à Séverin Pineau | Geneviève Collot mariée à Séverin Pineau | Geneviève Collot mariée à Séverin Pineau | Geneviève Collot mariée à Séverin Pineau | Geneviève Collot mariée à Séverin Pineau | Geneviève Collot mariée à Séverin Pineau |                              |                              | X... Collot                                                      | X... Collot                                                      | X... Collot                                                      | X... Collot                                                      | X... Collot                                                      | X... Collot                                                      |  |  |  |  |  |  |  |  |  |  |  |  |  |  |  |  |  |  |
|  |  |  |  |  |  |  |  |  |  |                                                   |                                                   |                                                   |                                                   |                                                   |                                                   | Philippe Collot I (1566-1608)                                           | Philippe Collot I (1566-1608)                                           | Philippe Collot I (1566-1608)                                           | Philippe Collot I (1566-1608)                                           | Philippe Collot I (1566-1608)                                           | Philippe Collot I (1566-1608)                                           | | | | | | | Geneviève Collot mariée à Séverin Pineau | Geneviève Collot mariée à Séverin Pineau | Geneviève Collot mariée à Séverin Pineau | Geneviève Collot mariée à Séverin Pineau | Geneviève Collot mariée à Séverin Pineau | Geneviève Collot mariée à Séverin Pineau |                              |                              | X... Collot                                                      | X... Collot                                                      | X... Collot                                                      | X... Collot                                                      | X... Collot                                                      | X... Collot                                                      |  |  |  |  |  |  |  |  |  |  |  |  |  |  |  |  |  |  |
|  |  |  |  |  |  |  |  |  |  |                                                   |                                                   |                                                   |                                                   |                                                   |                                                   |                                                                         |                                                                         |                                                                         |                                                                         |                                                                         |                                                                         | | | | | | |                                          |                                          |                                          |                                          |                                          |                                          |                              |                              |                                                                  |                                                                  |                                                                  |                                                                  |                                                                  |                                                                  |  |  |  |  |  |  |  |  |  |  |  |  |  |  |  |  |  |  |
|  |  |  |  |  |  |  |  |  |  | N...Collot née avant 1593 Épouse Restitut Girault | N...Collot née avant 1593 Épouse Restitut Girault | N...Collot née avant 1593 Épouse Restitut Girault | N...Collot née avant 1593 Épouse Restitut Girault | N...Collot née avant 1593 Épouse Restitut Girault | N...Collot née avant 1593 Épouse Restitut Girault |                                                                         |                                                                         |                                                                         |                                                                         |                                                                         |                                                                         | Philippe Collot II (1593-1656) Épouse Marie Boucherat (mort à Luçon où il était venu en mars faire une opération de la taille) | Philippe Collot II (1593-1656) Épouse Marie Boucherat (mort à Luçon où il était venu en mars faire une opération de la taille) | Philippe Collot II (1593-1656) Épouse Marie Boucherat (mort à Luçon où il était venu en mars faire une opération de la taille) | Philippe Collot II (1593-1656) Épouse Marie Boucherat (mort à Luçon où il était venu en mars faire une opération de la taille) | Philippe Collot II (1593-1656) Épouse Marie Boucherat (mort à Luçon où il était venu en mars faire une opération de la taille) | Philippe Collot II (1593-1656) Épouse Marie Boucherat (mort à Luçon où il était venu en mars faire une opération de la taille) |                                          |                                          |                                          |                                          |                                          |                                          |                              |                              | Charles Collot Jacques Collot Jérôme Collot (mort en 1684) ..... | Charles Collot Jacques Collot Jérôme Collot (mort en 1684) ..... | Charles Collot Jacques Collot Jérôme Collot (mort en 1684) ..... | Charles Collot Jacques Collot Jérôme Collot (mort en 1684) ..... | Charles Collot Jacques Collot Jérôme Collot (mort en 1684) ..... | Charles Collot Jacques Collot Jérôme Collot (mort en 1684) ..... |  |  |  |  |  |  |  |  |  |  |  |  |  |  |  |  |  |  |
|  |  |  |  |  |  |  |  |  |  | N...Collot née avant 1593 Épouse Restitut Girault | N...Collot née avant 1593 Épouse Restitut Girault | N...Collot née avant 1593 Épouse Restitut Girault | N...Collot née avant 1593 Épouse Restitut Girault | N...Collot née avant 1593 Épouse Restitut Girault | N...Collot née avant 1593 Épouse Restitut Girault |                                                                         |                                                                         |                                                                         |                                                                         |                                                                         |                                                                         | Philippe Collot II (1593-1656) Épouse Marie Boucherat (mort à Luçon où il était venu en mars faire une opération de la taille) | Philippe Collot II (1593-1656) Épouse Marie Boucherat (mort à Luçon où il était venu en mars faire une opération de la taille) | Philippe Collot II (1593-1656) Épouse Marie Boucherat (mort à Luçon où il était venu en mars faire une opération de la taille) | Philippe Collot II (1593-1656) Épouse Marie Boucherat (mort à Luçon où il était venu en mars faire une opération de la taille) | Philippe Collot II (1593-1656) Épouse Marie Boucherat (mort à Luçon où il était venu en mars faire une opération de la taille) | Philippe Collot II (1593-1656) Épouse Marie Boucherat (mort à Luçon où il était venu en mars faire une opération de la taille) |                                          |                                          |                                          |                                          |                                          |                                          |                              |                              | Charles Collot Jacques Collot Jérôme Collot (mort en 1684) ..... | Charles Collot Jacques Collot Jérôme Collot (mort en 1684) ..... | Charles Collot Jacques Collot Jérôme Collot (mort en 1684) ..... | Charles Collot Jacques Collot Jérôme Collot (mort en 1684) ..... | Charles Collot Jacques Collot Jérôme Collot (mort en 1684) ..... | Charles Collot Jacques Collot Jérôme Collot (mort en 1684) ..... |  |  |  |  |  |  |  |  |  |  |  |  |  |  |  |  |  |  |
|  |  |  |  |  |  |  |  |  |  | Jacques Girault (Mort en 1656)                    | Jacques Girault (Mort en 1656)                    | Jacques Girault (Mort en 1656)                    | Jacques Girault (Mort en 1656)                    | Jacques Girault (Mort en 1656)                    | Jacques Girault (Mort en 1656)                    |                                                                         |                                                                         |                                                                         |                                                                         |                                                                         |                                                                         | François Collot (Mort en 1706) Auteur du livre posthume (1727) "Traité de l'opération de la taille"                            | François Collot (Mort en 1706) Auteur du livre posthume (1727) "Traité de l'opération de la taille"                            | François Collot (Mort en 1706) Auteur du livre posthume (1727) "Traité de l'opération de la taille"                            | François Collot (Mort en 1706) Auteur du livre posthume (1727) "Traité de l'opération de la taille"                            | François Collot (Mort en 1706) Auteur du livre posthume (1727) "Traité de l'opération de la taille"                            | François Collot (Mort en 1706) Auteur du livre posthume (1727) "Traité de l'opération de la taille"                            |                                          |                                          |                                          |                                          |                                          |                                          |                              |                              |                                                                  |                                                                  |                                                                  |                                                                  |                                                                  |                                                                  |  |  |  |  |  |  |  |  |  |  |  |  |  |  |  |  |  |  |
|  |  |  |  |  |  |  |  |  |  | Jacques Girault (Mort en 1656)                    | Jacques Girault (Mort en 1656)                    | Jacques Girault (Mort en 1656)                    | Jacques Girault (Mort en 1656)                    | Jacques Girault (Mort en 1656)                    | Jacques Girault (Mort en 1656)                    |                                                                         |                                                                         |                                                                         |                                                                         |                                                                         |                                                                         | François Collot (Mort en 1706) Auteur du livre posthume (1727) "Traité de l'opération de la taille"                            | François Collot (Mort en 1706) Auteur du livre posthume (1727) "Traité de l'opération de la taille"                            | François Collot (Mort en 1706) Auteur du livre posthume (1727) "Traité de l'opération de la taille"                            | François Collot (Mort en 1706) Auteur du livre posthume (1727) "Traité de l'opération de la taille"                            | François Collot (Mort en 1706) Auteur du livre posthume (1727) "Traité de l'opération de la taille"                            | François Collot (Mort en 1706) Auteur du livre posthume (1727) "Traité de l'opération de la taille"                            |                                          |                                          |                                          |                                          |                                          |                                          |                              |                              |                                                                  |                                                                  |                                                                  |                                                                  |                                                                  |                                                                  |  |  |  |  |  |  |  |  |  |  |  |  |  |  |  |  |  |  |
|  |  |  |  |  |  |  |  |  |  |                                                   |                                                   |                                                   |                                                   |                                                   |                                                   |                                                                         |                                                                         |                                                                         |                                                                         |                                                                         |                                                                         | Philippe-François Collot Thèse de philosophie en 1673                                                                          | | | | | |                                          |                                          |                                          |                                          |                                          |                                          |                              |                              |                                                                  |                                                                  |                                                                  |                                                                  |                                                                  |                                                                  |  |  |  |  |  |  |  |  |  |  |  |  |  |  |  |  |  |  |